# Cabramatta West, New South Wales
Cabramatta West este o suburbie în Sydney, Australia.